# Grgurice
Grgurice – wieś w Chorwacji, w żupanii zadarskiej, w gminie Posedarje. W 2011 roku liczyła 142 mieszkańców.